# Ziziphus cyclocardia
Ziziphus cyclocardia là một loài thực vật có hoa trong họ Táo. Loài này được S.F.Blake miêu tả khoa học đầu tiên năm 1918.